# Museum Neuthal Textil- und Industriekultur

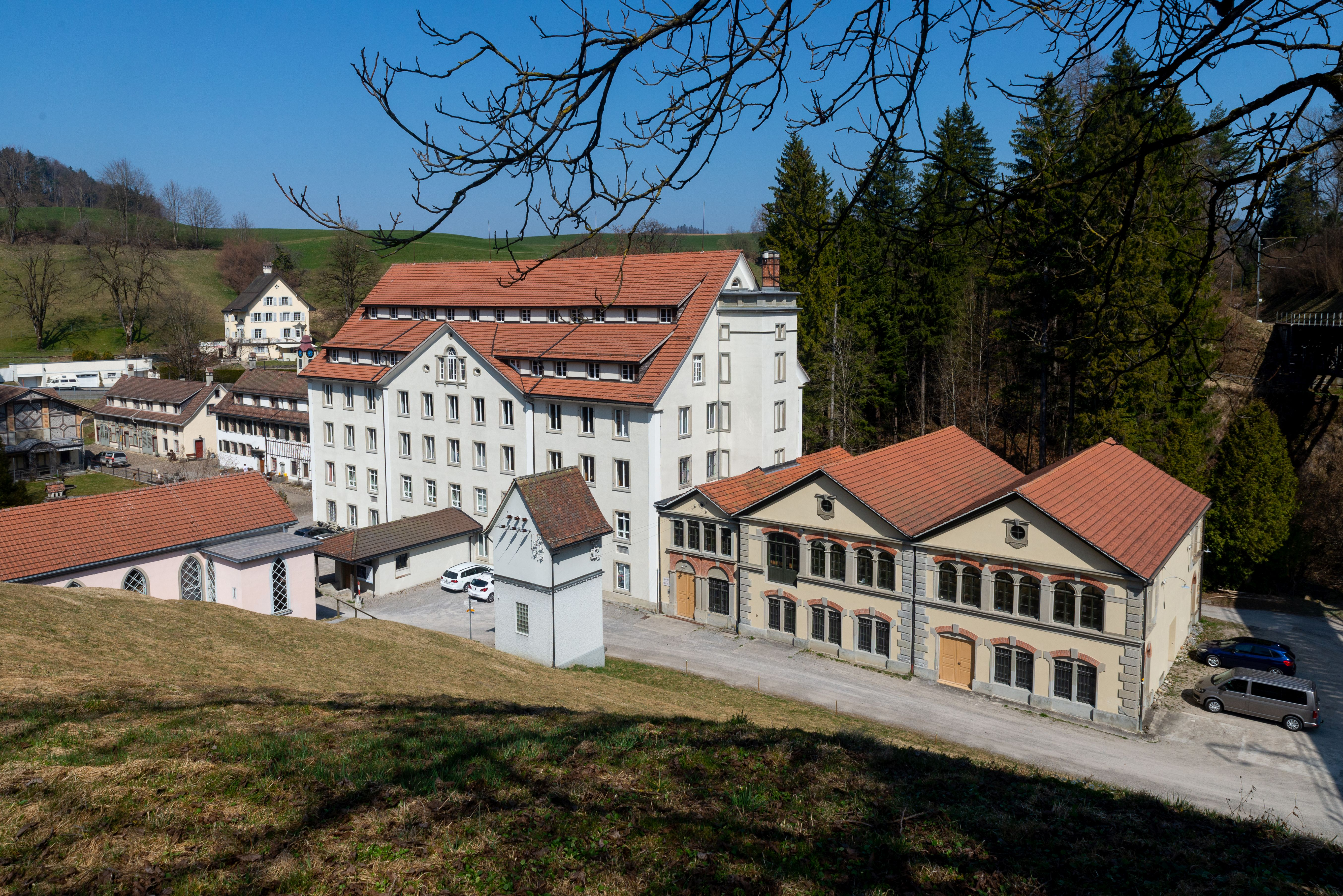
Das Museum ist im Gebäude der ehemaligen Spinnerei Neuthal untergebracht

Das Museum Neuthal Textil- und Industriekultur ist ein Schweizer Museum zur Industriegeschichte. Es befindet sich in Neuthal ZH im Zürcher Oberland zwischen Bauma und Bäretswil. Es zeigt  anhand von funktionstüchtigen Maschinen die Nutzung der Wasserkraft, die Baumwollspinnerei sowie die Nutzung von Web- und Stickmaschinen.

## Geschichte und Architektur

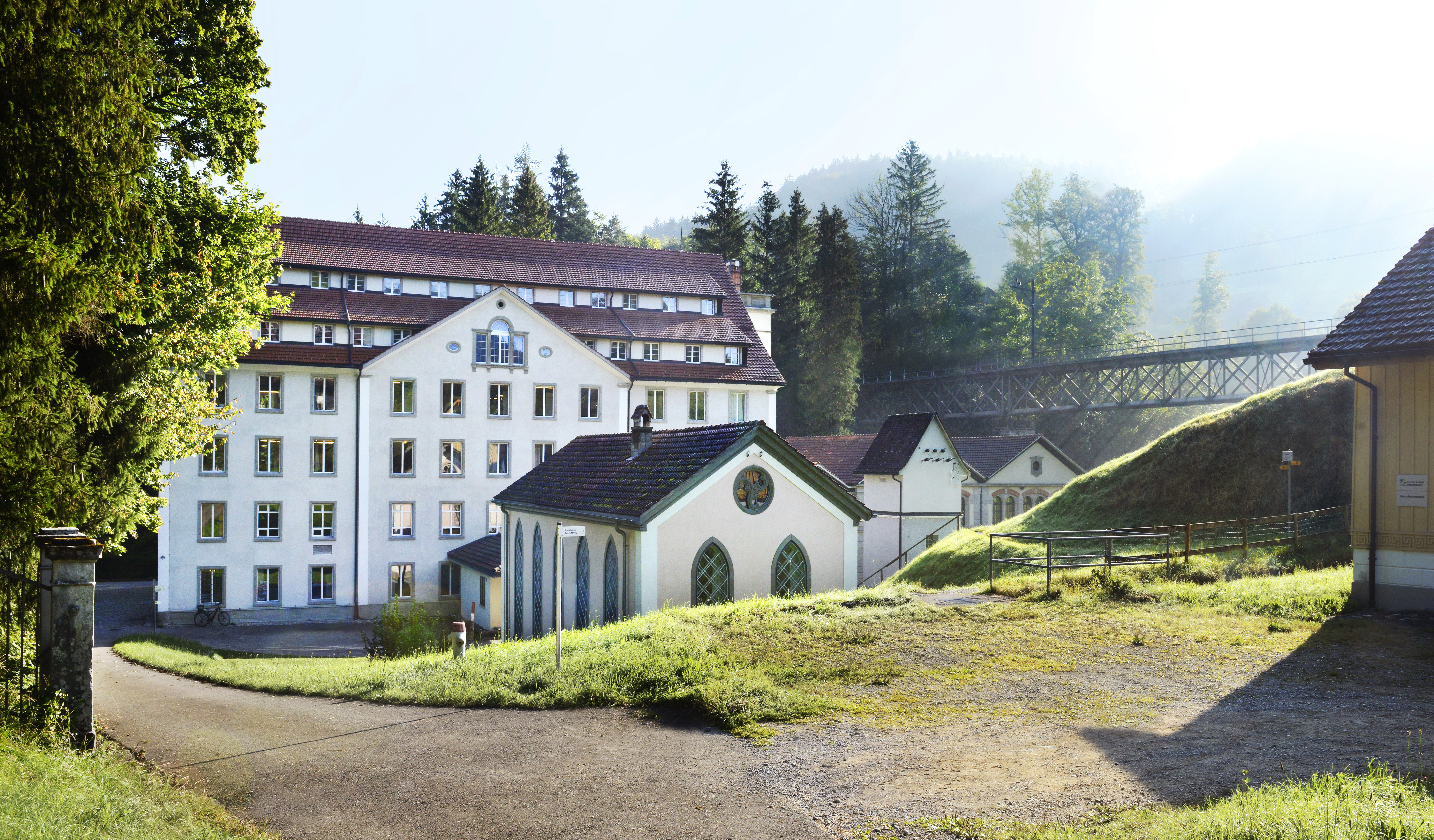
Aussenansicht auf das ehemalige Spinnereigebäude. Im Vordergrund die im Stil einer neugotischen Kapelle erbaute Schlosserei. Im Hintergrund der Bahnviadukt.

Das Museum ist in einem historischen Gebäudekomplex, der zwischen 1827 und 1890 durch die Zürcher Oberländer Industriellenfamilie Guyer erstellt wurde, untergebracht. Die ganze Anlage besteht aus der ehemaligen Spinnerei, dem Herrschaftsgebäude, einer Parkanlage, diversen Nebengebäuden sowie einem Kanal und Anlagen zur Nutzung der Wasserkraft. Von besonderer Bedeutung ist auch die im Stil einer neugotischen Kapelle gebaute Schlosserei, die heute als Werkstatt besichtigt werden kann. Im Wohnhaus, das nicht zum Museum gehört, wurde 1839 Adolf Guyer-Zeller geboren. Nach seinen Lehr- und Wanderjahren lebte er von 1863 bis 1869 hier, danach zog er in die Stadt Zürich. Nach seinem Tod 1901 hatte die Spinnerei verschiedene Besitzer. Sie wurde 1965 stillgelegt und wurde 1978 vom Kanton Zürich erworben. Die Anlage ist Teil des Bundesinventars der schützenswerten Ortsbilder der Schweiz von nationaler Bedeutung.
Es gehört zu den typischen mechanischen Textilfabriken des 19.Jahrhunderts, wobei nirgends sonst ein Ensemble derartig umfassend und gut erhalten geblieben ist.
Seit 1970 wurden die Anlagen schrittweise wiederbelebt und genutzt. Das Gelände ist durch die Verbindungsstrasse zwischen Bäretswil und Bauma erschlossen und wurde zwischen 1901 und 1948 durch die Uerikon-Bauma-Bahn bedient, sie war ebenfalls ein Projekt des Unternehmers Adolf Guyer-Zeller. Diese Bahn fungiert seit 1978 auf der Teilstrecke zwischen Bäretswil und Bauma als Museumsbahn. Sie wird vom Dampfbahnverein Zürcher Oberland betrieben. Die Museumsaktivitäten in Neuthal, die sich seit 1991 entwickelten, wurden 2018 unter das Dach des neu gegründeten Vereins NIK Neuthal Textil- und Industriekultur zusammengefasst.
Die Spinnerei Neuthal war im Jahr 2017 Kulisse für die Theater-Inszenierung «Spinnen im Neuthal», eine Visualisierung der Ideen und Visionen des Zürcher Oberländer Unternehmers Adolf Guyer-Zeller, der 1839 hier geboren wurde.

## Teilbereiche

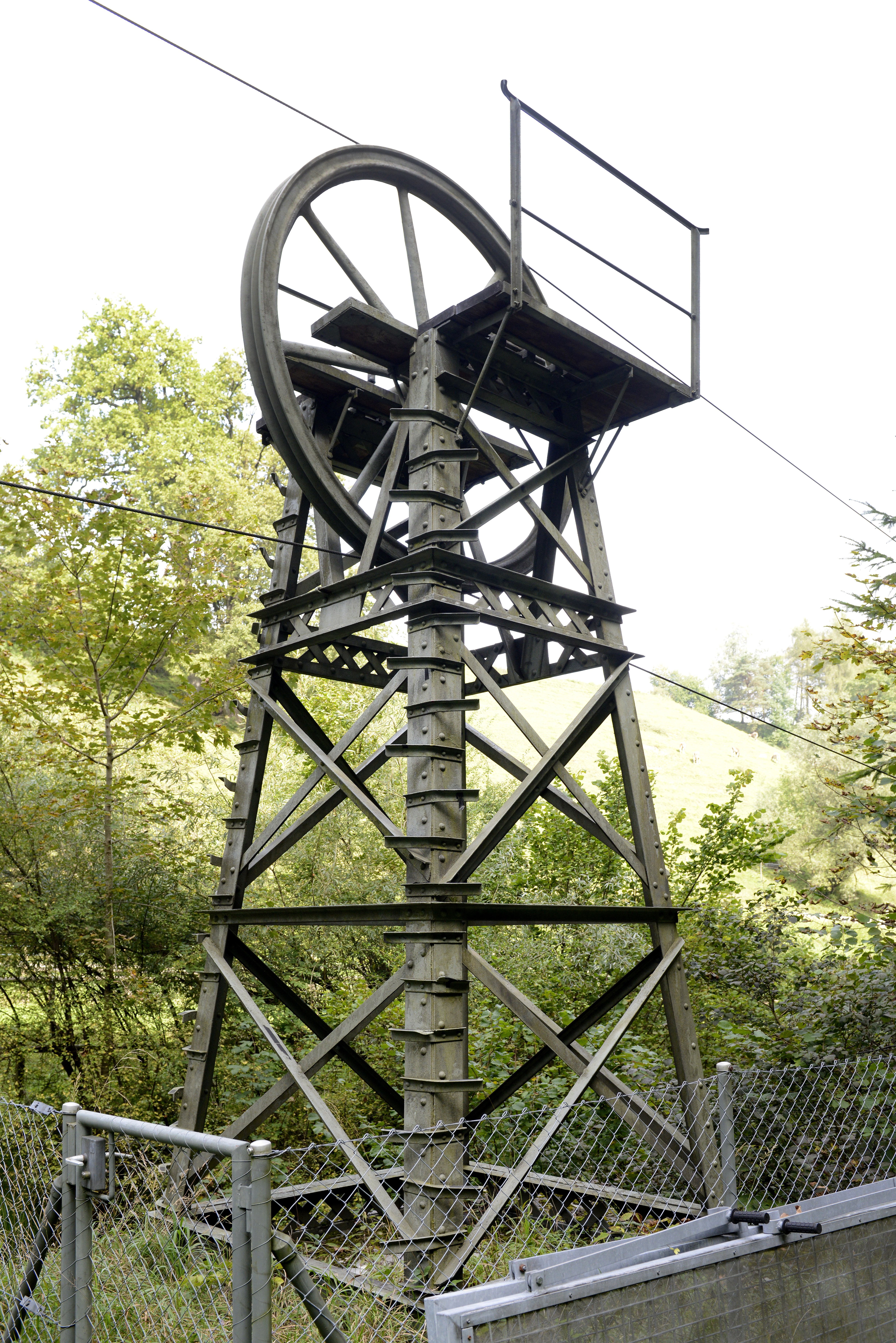
Im 19. Jahrhundert wurde die Kraft aus der Turbine mit einer Transmission ins Fabrikgebäude übertragen

- Wasserkraft: Die Spinnerei entstand in diesem Tal, weil es hier nicht genutzte Wasserkraft gab. Die Wasserkraft wurde im 19. Jahrhundert zunächst rein mechanisch genutzt und durch Transmissionen direkt in die Fabrikräume übertragen. Im 20. Jahrhundert kamen Turbinen zur Produktion von Elektrizität zum Einsatz. Die Wasserkraftanlage ist weitgehend intakt und besteht aus drei Weihern, einem System von Kanälen sowie den originalen Turbinen.[5]
- Spinnen: In der Spinnereiabteilung im Erdgeschoss des Hauptgebäudes werden die verschiedenen Arbeitsschritte des Spinnens anhand von funktionstüchtigen historischen Maschinen erklärt. Dazu gehört das Öffnen der Baumwollballen, das Kardieren (Ausrichten der Baumwollfasern), das Strecken, Kämmen, Vorspinnen und Spinnen. Die älteste Maschine, eine Streckmaschine der Firma J. J. Rieter aus Winterthur, stammt aus dem Jahr 1856. Eine weitere Rarität ist der ebenfalls von Rieter erbaute und nur noch selten zu sehende Wagenspinner, genannt Selfaktor, der aus dem Jahre 1889 stammt.
- Weben: Das Museum beherbergt eine der weltweit grössten Sammlungen von Webmaschinen der ehemaligen von Caspar Honegger gegründeten Webmaschinenfabrik Rüti, sie ist seit 2008 Eigentum des Kantons Zürich und wurde anschliessend ins Museum integriert.
- Sticken: Im Bereich Stickerei wird die Veredelung der Gewebe durch den Prozess des Stickens demonstriert. 1830 gelang es erstmals, diesen Prozess zu mechanisieren. Im Museum sind drei betriebsfähige Handstickmaschinen zu besichtigen, auf denen bis zu 100 Einzelstücke aufs Mal bearbeitet werden können.

## Exponate

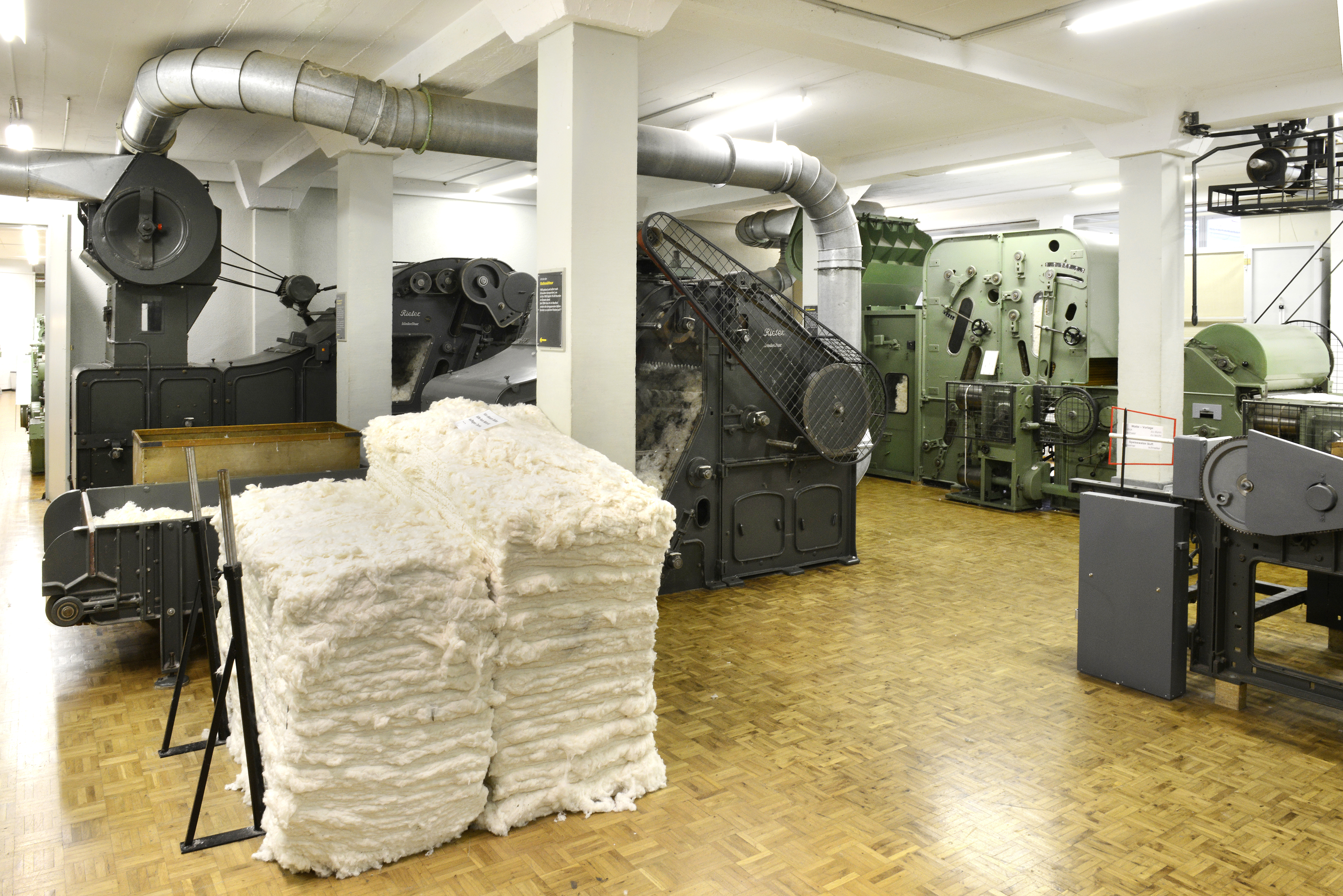
Vor dem Spinnen müssen die Baumwollballen ausgepackt und gelockert werden. Diese Bearbeitung geschah in mehreren Schritten mit Hilfe von Maschinen, die im Museum Neuthal zu sehen sind.

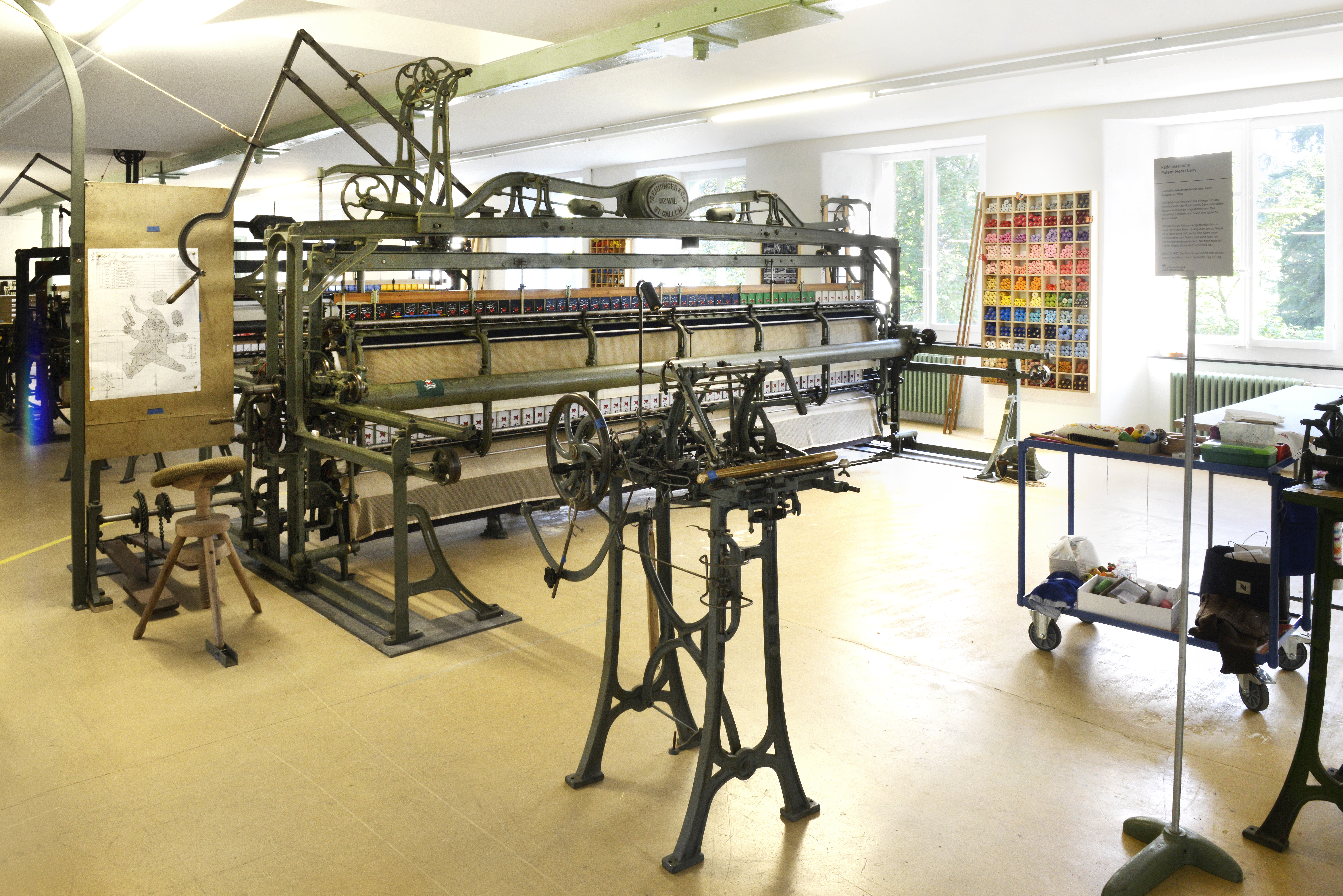
Die Handstickmaschine ermöglicht das parallele Bearbeiten von bis zu 80 verschiedenen Stoffbahnen. Im Vordergrund eine Fädelmaschine. Damit konnte der Faden in die Löcher der dünnen Nadeln eingefädelt werden.

- Turbinenturm und Transmission: Teil der Wasserkraftanlage ist ein Turbinenturm, der 1879/1880 gebaut wurde. Der Turm ist am Ende des Fabrikkanals, er enthält im unteren Teil eine Girard-Turbine. Bis am Ende des 19. Jahrhunderts wurde die Kraft mechanisch mit Hilfe einer Seiltransmission ins 180 Meter entfernt gelegene Fabrikgebäude übertragen.[6]

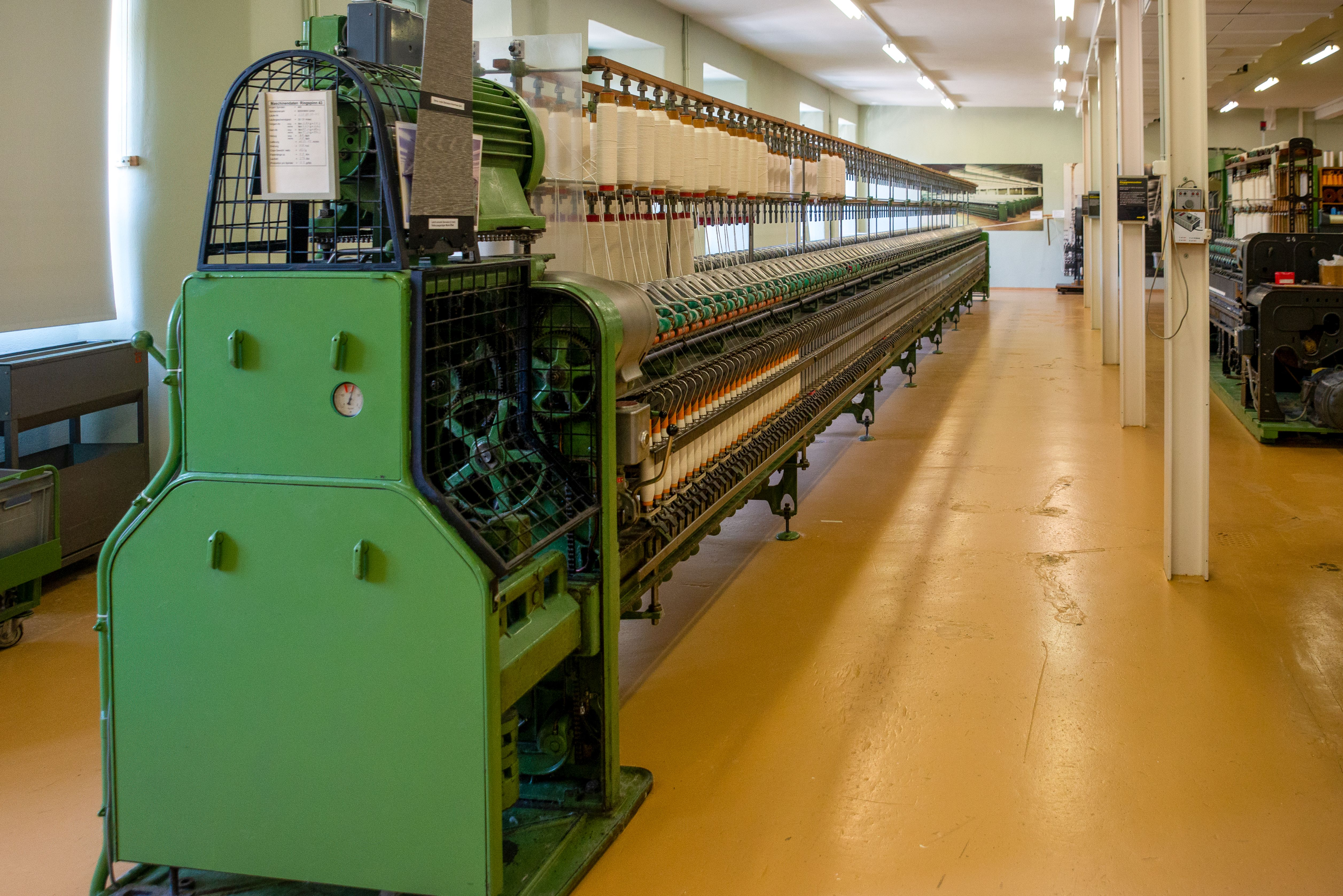
Ringspinnmaschine 43 von Rieter

- Ringspinnmaschine 43: Diese ist eine Spinnmaschine mit 80 parallel laufenden Spindeln; sie wurde Mitte des 20. Jahrhunderts von der Firma Rieter gebaut.
- Handstickmaschine: Sie wurde ab 1870 verwendet. Die Stickerin oder der Sticker folgen dabei einem Muster, das mit Hilfe eines Pantografen auf 80 oder mehr einzelne Positionen übertragen wird. Viele dieser Handstickmaschinen standen in Privathaushalten, dabei arbeitete die ganze Familie an der Produktion mit.
- Fädelmaschine: Die Fädelmaschine wurde 1830 erfunden und übernimmt das mühsame Einfädeln des Garns ins Nadelöhr der Sticknadeln. Die Maschine wird über ein Pedal oder eine Handkurbel bedient und wurde im 19. Jahrhundert primär von Kindern bedient.
- Jacquardwebstuhl: Dieser Webmaschinen-Typ wurde ab 1808 benutzt und auch in der Schweiz weiterentwickelt. Er wurde ursprünglich durch Lochkarten gesteuert und ist damit die erste bekannte Anwendung der Lochkartentechnik, die später in der Computerindustrie Verwendung fand.